# Кованьки
Кова́ньки (пол. Kowańko) — малороссийский дворянский род.
Происходит от полтавского наказного полковника Алексея Кованько (1664). Род внесён во II часть родословной книги Полтавской губернии.

## Описание герба
В червлёном поле три опрокинутых с золотыми рукоятями меча, упирающихся соединёнными остриями в золотой полумесяц. Между рукоятями две серебряных о шести лучах звезды, а под полумесяцем третья такая же звезда.
Щит увенчан дворянскими шлемом и короной. Нашлемник: пять страусовых перьев из коих среднее — серебряное, второе и третье — червлёные, в крайние — золотые. Намёт: справа — червлёный с серебром, слева — червлёный с золотом. Щитодержатели: два запорожца в одеянии и вооружении XVII века. Герб рода Кованько внесён в Часть 15 Общего гербовника дворянских родов Всероссийской империи, стр. 17.
Известные представители рода — см. Кованько.